# گچی (جاسک)
گچی، روستایی در دهستان سورک بخش لیردف شهرستان جاسک در استان هرمزگان ایران است.

## جمعیت
بر پایه سرشماری عمومی نفوس و مسکن در سال ۱۳۹۵، جمعیت این روستا برابر با ۱۶ نفر (۶ خانوار) بوده‌است.